# Jean-Marie Galmiche
Pour les articles homonymes, voir Galmiche et Famille Galmiche (Jeannel).
Jean-Marie Galmiche, né le 29 septembre 1943 à Paris 16e, est un médecin radiologue. Parallèlement à son activité médicale, il a publié sur l’histoire de la médecine et la botanique.

## Biographie
La famille paternelle de Jean-Marie Galmiche est originaire de Beulotte-Saint-Laurent dans la Haute-Saône.
Fils aîné du rhumatologue Paul Galmiche, il est le petit-fils maternel de René Jeannel qui lui a transmis sa passion pour les sciences naturelles.

### Carrière professionnelle
Jean-Marie Galmiche est radiologue assistant des Facultés de médecine de 1971 à 2003, successivement dans les CHU Pitié-Salpêtrière, Cochin-Port-Royal, Tours et Rouen. 2e au concours national de radiologie en 1974, il est nommé sur concours, Médecin Radiologue assistant au CHR d’Orléans en 1975 puis adjoint en 1978  au même CHR.
De 1979 à 1998, Jean-Marie Galmiche assure la charge de médecin radiologue chef de service à l’hôpital d’Évreux. Son intérêt pour l’histoire de la médecine l’amène tout naturellement à intégrer en 1996 la Société française d’histoire de la médecine.

## Travaux scientifiques

### Recherches et conférences sur le pied dans l’histoire de l’Homme
Les publications et conférences conjointes de Jean-Marie Galmiche et Paul Galmiche ont vulgarisé les découvertes de l'Évolution en rendant au pied sa contribution fondamentale dans l'évolution du pré hominidé vers l'Homme,. Cette évolution a commencé par la station debout favorisant ainsi intelligence et civilisation et non l'inverse,.
Dons au musée international de la chaussure de Romans-sur-Isère de moulages de pieds bandés dits pieds en lotus, de radiographies et chaussures chinoises du XIXe siècle.

### Publications dans des revues et traités français
Jean-Marie Galmiche a publié une cinquantaine de travaux dans les principales revues et traités français :
- La plupart dans des revues spécialisées (Journal de radiologie[12]) et plusieurs chapitres dans les tomes 10 et 12 du grand Traité de radiologie dirigé par Hermann Fishgold[13]. Plusieurs articles dans l’EMC (Encyclopédie Médico Chirurgicale) et un chapitre intitulé : Radiologic examination of hand and wrist in « The hand » by Raoul Tubiana (Saunders).
- De nombreuses publications réalisées avec son père Paul Galmiche dans la Revue de médecine et chirurgie du pied[14] concernant notamment le pied dans l’histoire et dans l’art.
- « Pied et civilisation » (avec P et J Galmiche) Encyclopédie Médico-Chirurgicale 27-140-A-80.
  - « Pédagogie artistique du pied » (avec P et J Galmiche) : Médecine et chirurgie du pied, 1992, 8, 1.
  - « Le pied normal et pathologique dans l’art » : Médecine et chirurgie du pied, 1993, 9, 2.

### Ouvrages de référence en radiologie du pied
Atlas de Radiologie du Pied (avec Jacques Montagne et Alain Chevrot), Masson Paris (2 éditions) (1980) traduit et édité dans tous les pays de langue anglaise et espagnole ainsi qu'en Italie,.

### Histoire de la médecine
Le principal ouvrage sur l'histoire de la médecine traitant des maladies nosocomiales est référencé au niveau universitaire,,[réf. à confirmer]. L'histoire de la médecine remonte depuis l'Antiquité à l'ère moderne avec ses découvertes scientifiques et innovations technologiques. La dernière partie de l'ouvrage, reprise en édition autonome Mémoires de Valentin Fougère, décrit et documente la réalité d'un patient hospitalisé au milieu du XIXe siècle à Paris.

### Botanique
Histoire de la Maurelle, cette plante uniquement récoltée sur le terroir de Gallargues le Montueux  en a fait la notoriété depuis le Moyen-Âge, notamment connue pour son colorant bleu utilisé dans les enluminures du Moyen Âge puis au XIXe siècle pour la coloration de la croûte de fromages Hollandais,.

Galerie
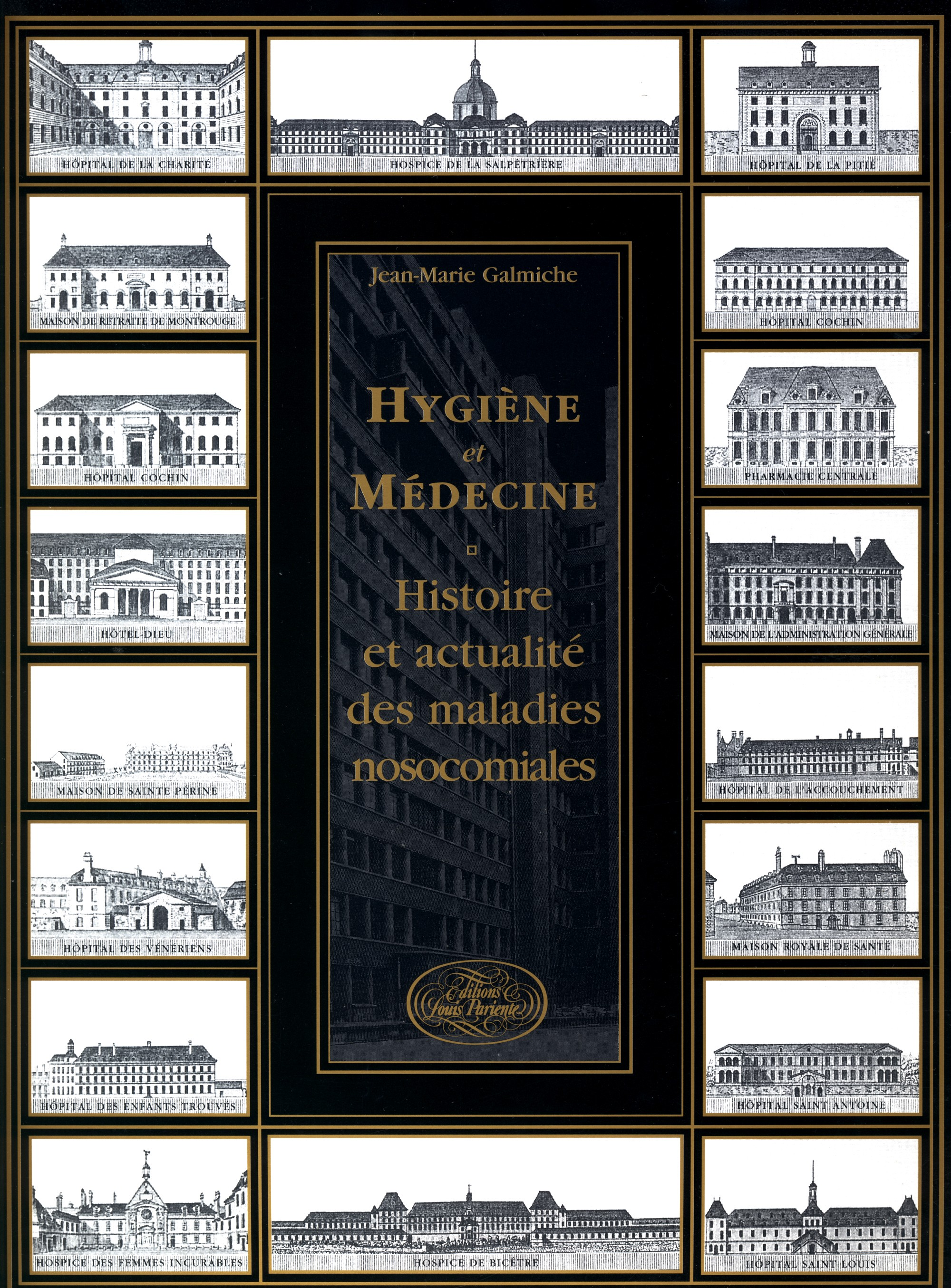
Hygiène et médecine - 1re de couverture.
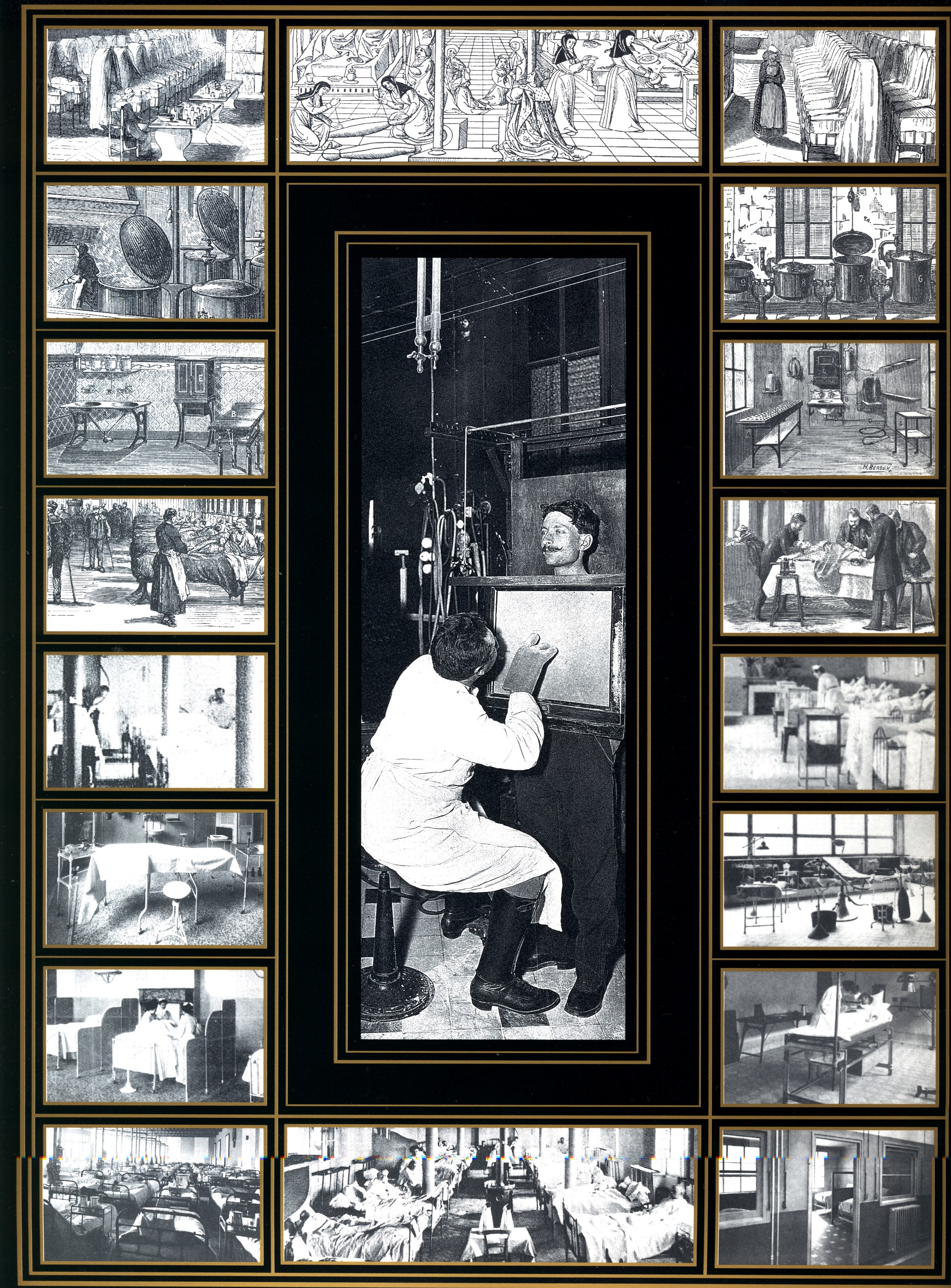
Hygiène et médecine - 4e de couverture.
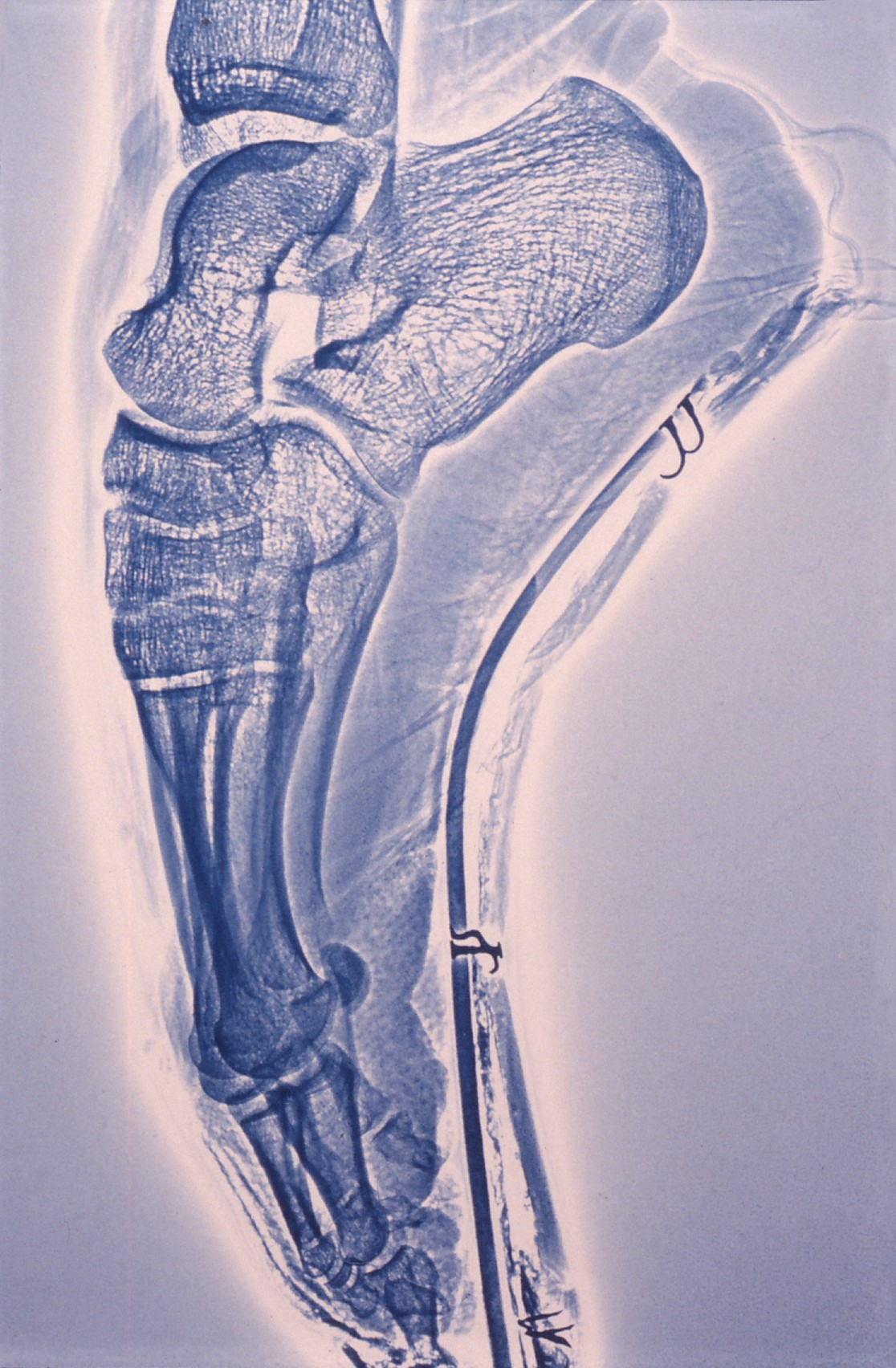
Xérographie du pied d'une danseuse dans son chausson faisant des pointes.
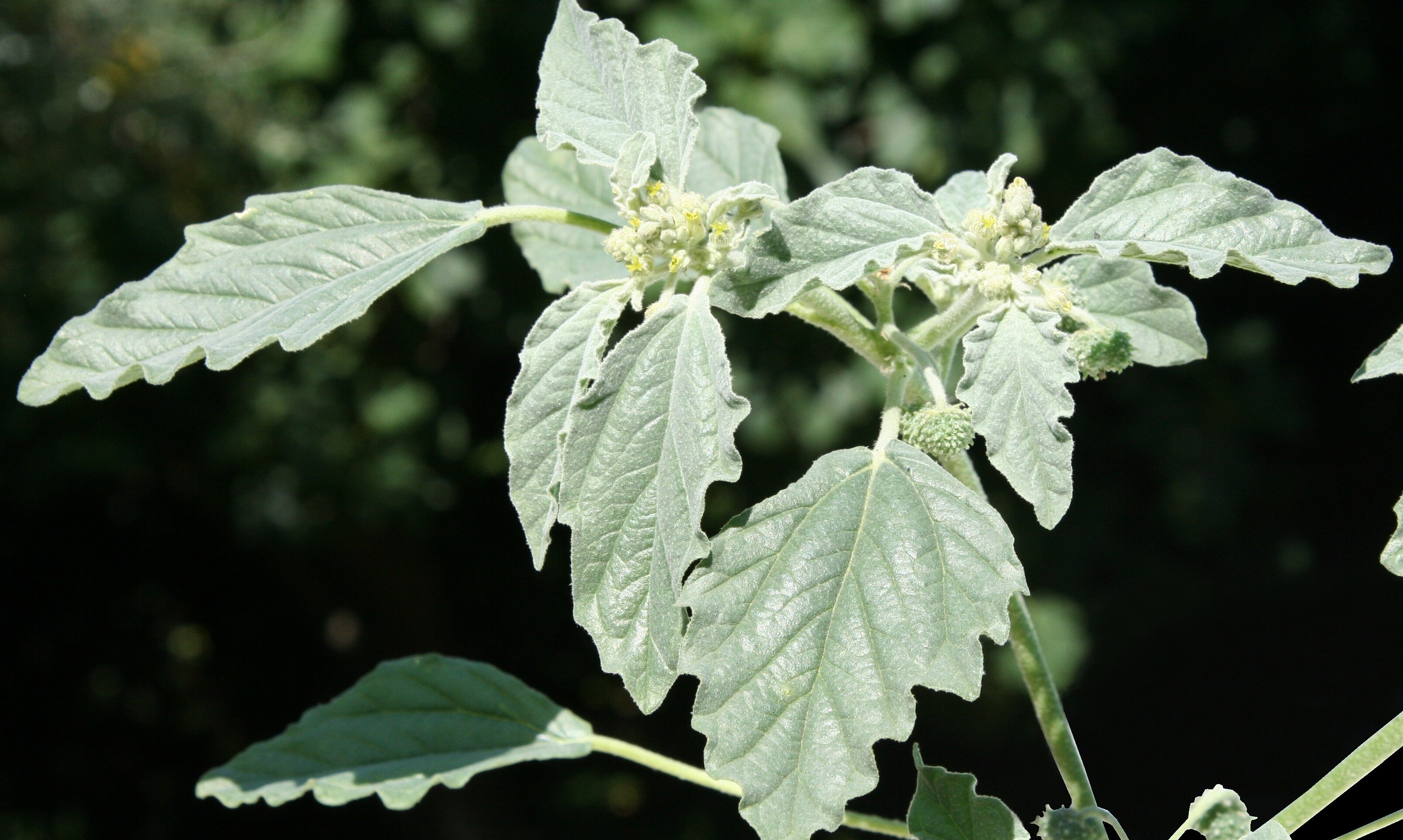
Maourèla : L'histoire de la Maurelle.
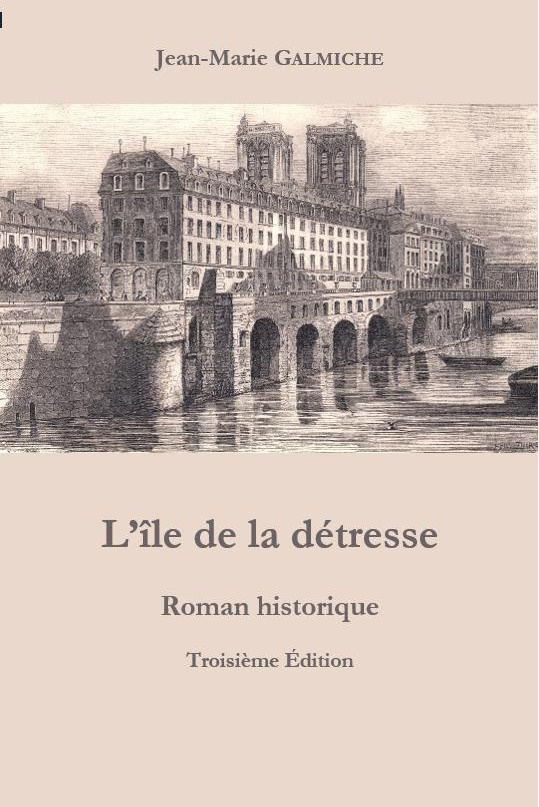
L'Île de la détresse-Bâtiment du Légat de l'ancien hôtel-Dieu de Paris en 1855.
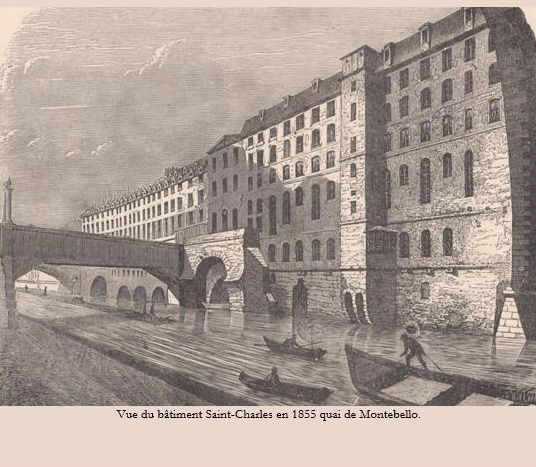
L'Île de la détresse-Bâtiment Saint-Charles sur le petit bras de la Seine

## Publications sur la radiologie du pied
- 1980 Montagne J, Chabrot A et Galmiche JM, Atlas de radiologie du pied, ¨Paris, Masson, 1980, 277 p. (ISBN 978-2-225-80200-3)
- 1981(en) Montagne J, Chabrot A et Galmiche JM, Atlas of Foot Radiology, New-York, Masson, 1981, 277 p. (ISBN 978-0-893-52097-7)
- 1984 (es) (es) Montagne J, Chabrot A et Galmiche JM, Atlas de Radiologia del pie, Barcelone, Masson, 1984, 277 p. (ISBN 84-311-0347-7)
- 1986 (it) Montagne J, Chabrot A et Galmiche JM, Atlante di radiologia del piede, Milan, P.Dini, 1986, 277 p. (ISBN 978-8-821-41589-0)
- 1987 Montagne J, Chabrot A et Galmiche JM, Examen radio-clinique du pied, ¨Paris, Doin, 1987, 149 p. (ISBN 978-2-704-00538-3)

## Publications sur l'histoire de la médecine
- 1998 Jean-Marie Galmiche, Julien François Jeannel (1814-1896) " homme protée" ou l'histoire d'un pharmacien militaire hors du c o m m u n *, Paris, coll. « Bibliothèques d'Université Paris Cité histoire de la santé », 1998, 254 p. (lire en ligne)
- 1999 Jean-Marie Galmiche, Hygiène et Médecine. Histoire et actualité des maladies nosocomiales, Paris, Louis Pariente, 1999, 510 p. (ISBN 2-84059-040-9)
- 2005 Les mémoires de Valentin Fougère ou la vie quotidienne d'un malade hospitalisé en 1850 à l'Hôtel-Dieu de Paris, Paris, Médiqualis, 2008 (1re éd. 2005 Louis Pariente), 205 p. (ISBN 978-2-84059-090-3)
- 2020 Jean-Marie Galmiche, L'île de la détresse (roman historique sur l'Hôtel-Dieu de Paris), S.l., Jean-Marie Galmiche, 2020, 409 p. (ISBN 979-1-069-94764-1)

## Publications botaniques
- 2013 Jean-Marie Galmiche (dédié à René Jeannel.), Maourèla : Chrozophora tinctoria, vol. 1, Saint-Affrique, Fleurines, 2013, 160 p. (ISBN 978-2-912690-46-3)
- 2013 Jean-Marie Galmiche (dédié à Adrien de Jussieu.), Maourèla : L'histoire de la Maurelle (Chrozophora tinctoria) à Gallargues-le-Montueux, vol. 2, Saint-Affrique, Fleurines, 2013, 492 p. (ISBN 978-2-912690-45-6)

## Publications onomastiques
- 2012 (fr + ro) Jacqueline Jeannel-Galmiche et Jean-Marie Galmiche, Ma Roumanie (Romania mea), Cluj Napoca, Académie roumaine, Centre d’études transylvaines, 2012, 295 p. (ISBN 978-973-7784-82-7), P249-69 Qui était René Jeannel ?
- 2013 Jean-Marie Galmiche et Michel Galmiche, De l'origine des Galmiche, Saint-Affrique, Fleurines, 2013, 240 p. (ISBN 978-2-912690-44-9)